# Moi ruột

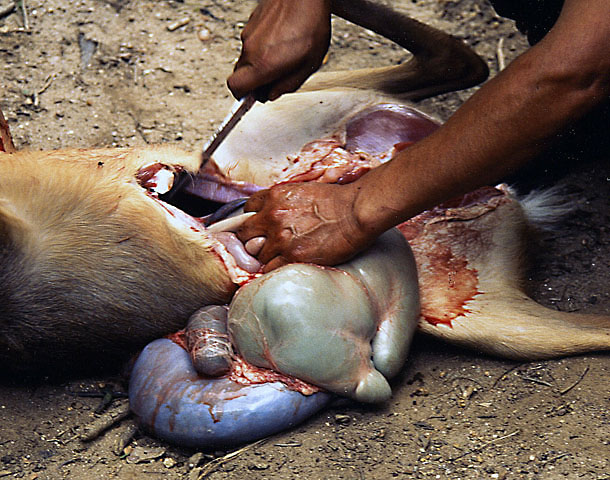
Moi ruột một con hươu ở Bolivia

Moi ruột (Gralloching) hay moi nội tạng hay còn gọi là trải ruột (Field dressing), xé toang ruột hay mổ bụng hay phanh bụng hay làm ruột hoặc làm lòng là quá trình lọc bỏ các cơ quan nội tạng của động vật săn bắt được hoặc động vật được làm thịt trong quá trình giết mổ động vật, đây là một khâu trong quá trình giết mổ và là một bước cần thiết để bảo quản phần thịt từ động vật được thu được trong tự nhiên hoặc động vật bị làm thịt như là một kỹ thuật, dụng cụ cần có thường là một con dao cở nhỏ và đủ độ sắc.
Trong hoạt động săn bắn, việc moi ruột tại hiện trường (moi ruột tại chỗ) phải được thực hiện càng sớm càng tốt để đảm bảo cơ thể con vật mất nhiệt nhanh chóng và ngăn vi khuẩn phát triển trên bề mặt thân thịt dễ dẫn đến hư hỏng thịt. Lọc bỏ nội tạng giúp duy trì chất lượng tổng thể của thân thịt. Nó cũng giúp thợ săn dễ dàng hơn đáng kể khi mang vác những con thú săn lớn hơn ra khỏi khu vực săn bắn. Các thợ săn sau khi bắn được mồi sẽ rất nhanh chóng dùng dao sắc rạch bụng để moi đi phần nội tạng của nó.

## Kỹ thuật

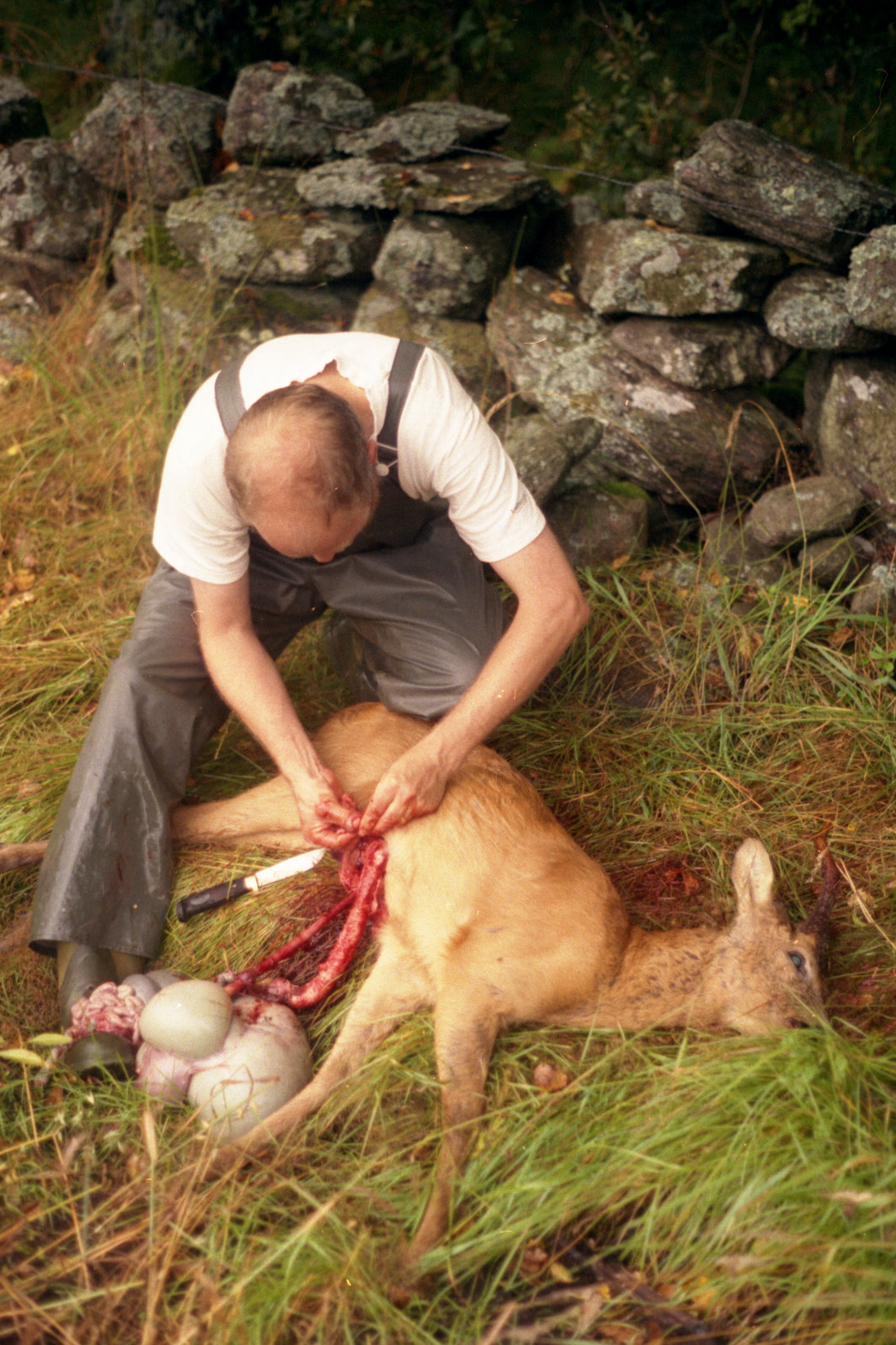
Moi ruột hươu

Trong săn bắn, hầu hết các thợ săn đều chuẩn bị và sử dụng một con dao sắc để thực hiện việc rạch bụng moi ruột tại chỗ. Các công cụ khác có thể được sử dụng như rìu hoặc cưa. Tuy nhiên, thực tế là các địa điểm thu hoạch thường ở các vùng sâu vùng xa khiến việc vận chuyển và sử dụng các công cụ lớn hơn là không thực tế. Sử dụng một con dao được thiết kế đặc biệt để mổ bụng tại chỗ và sử dụng găng tay phẫu thuật có thể hỗ trợ rất nhiều trong việc vệ sinh.
Bệnh gầy còm mãn tính trên hươu (CWD) là một bệnh thần kinh và đã được tìm thấy ở một số lượng lớn hươu và nai sừng tấm ở một số khu vực địa lý nhất định ở Canada và Hoa Kỳ. Mặc dù đã có báo cáo trên báo chí phổ biến về việc con người bị ảnh hưởng bởi loại bệnh tật này và lây lan qua việc người ta moi ruột hươu khi săn được, một nghiên cứu của Trung tâm Kiểm soát và Phòng ngừa Dịch bệnh (CDC) cho thấy rằng cần có các nghiên cứu dịch tễ học và phòng thí nghiệm để theo dõi khả năng lây truyền như vậy. Nghiên cứu dịch tễ học kết luận thêm rằng một biện pháp phòng ngừa, thợ săn nên tránh ăn các mô trên hươu và nai sừng tấm được biết là chứa tác nhân CWD (ví dụ: não, tủy sống, mắt, lá lách, amiđan, hạch bạch huyết) từ các khu vực đã xác định được loại bệnh này. Các thử nghiệm cũng đã được phát triển để kiểm tra sự hiện diện của mầm bệnh.

## Giết mổ

### Moi lòng lợn
Trong hoạt động giết mổ động vật, việc mổ bụng, moi gan, tim, ruột được thực hiện sau khi lột da, cạo lông thì bước tiếp theo là mổ bụng moi gan, ruột (lòng), tim (để lấy đi các cơ quan nội tạng như lòng, gan, phèo, phổi) là một khâu, một công đoạn quan trọng. Khi mổ lợn, sau khi cắt tiết và cạo lông thì con lợn sau đó được xé toang ruột, người ta banh xác lợn ra và thường được rạch đôi từ bụng để các cơ quan nội tạng bung và lòi phọt ra ngoài. Người ta cũng dùng cách đặt heo nằm ngửa banh ra để thực hiện thao tác moi ruột lợn. Thao tác này được chú ý mổ khéo để không làm vỡ ruột hay các nội tạng khác trong bụng.
Người mổ đứng dạng chân hai bên con heo, một tay cầm một chân trước, tay cầm dao rạch từ cổ qua ngưc, qua bụng, xuống hậu môn. Đưa dao đúng độ sâu, không chọc vào tim gan ruột heo, mà chỉ đứt khung ngực và thành bụng. Tay cầm cuống họng, gồm khí quản và thực quản, lột lên. Khi lột đến cơ hoành, đáy khoang ngực, thì tay cầm dao đưa mũi dao cắt một vòng đứt cơ hoành. Sau đó thì lôi hết dạ dày, gan và ruột ra. Cầm khúc ruột già gần hậu môn để tay cầm dao cắt vòng quanh hậu môn, đuôi, rồi chặt đứt xương sống đuôi. Bộ lòng và đuôi dính liền một cụm, tách khỏi phần thịt heo.

### Moi ruột gà

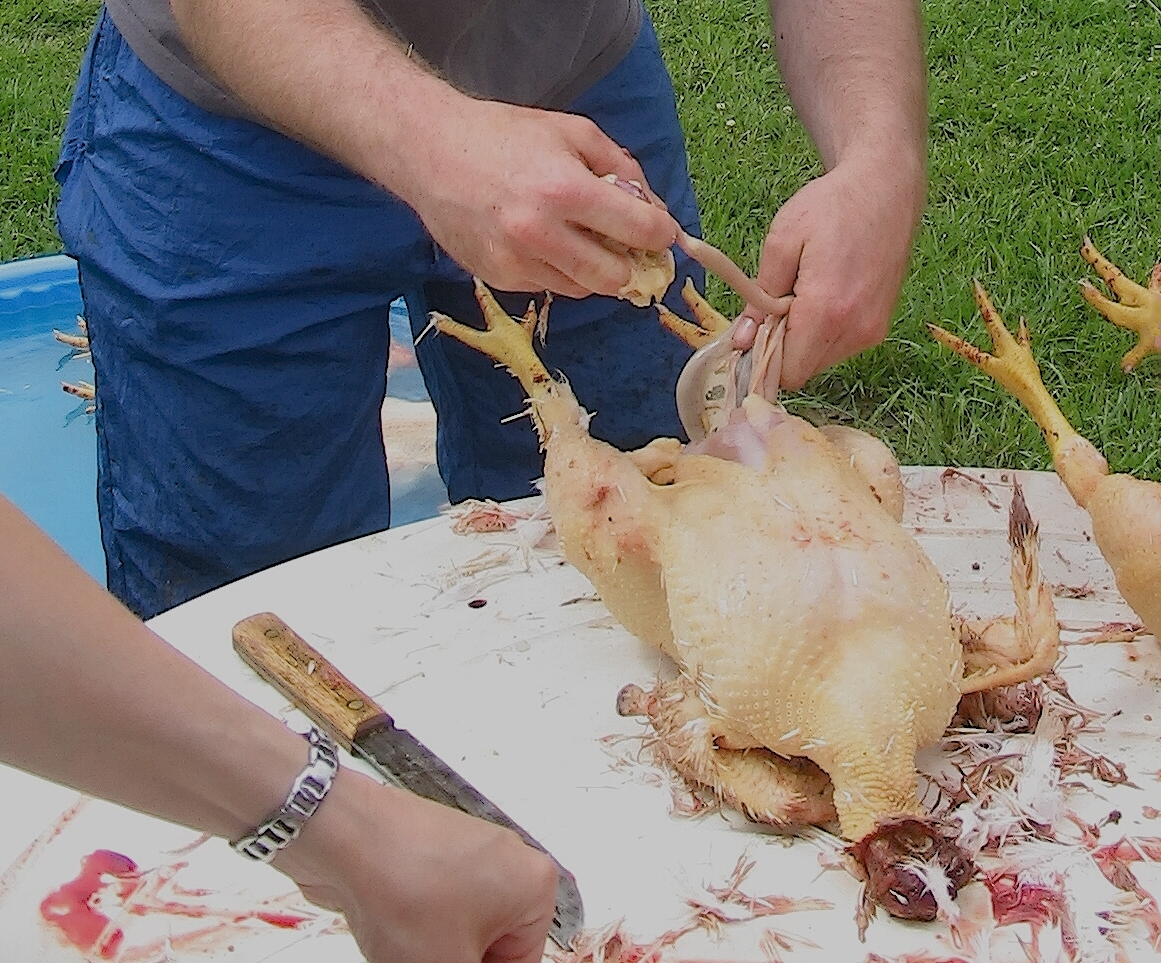
Moi ruột gà

Ở vịt, chim, cách moi ruột cũng tương tự như moi ruột gà, sau khi làm sạch da, thân thịt được đặt dưới vòi nước chảy để rửa sạch, bắt đầu rút ruột từ cổ. cắt da phía trước, cắt bỏ khí quản và bướu cổ. Một vết rạch nhỏ được thực hiện trên miếng đệm, qua đó các túi được lấy ra khỏi thân thịt. Gan, phổi, tim và dạ dày được tách ra khỏi ruột (phần sau nên được rút ruột). Sau khi rửa sạch, để sang một bên để khô (phần nội tạng này cũng sẽ được sử dụng để nấu ăn).
Đối với việc mổ gà, moi ruột gà, thường thì sau khi vặt lông, sẽ tiến hành lấy ruột gà khi tiến hành moi ruột gà để lấy bộ lòng mề, mổ xong, phần ruột gà lấy đi sơ chế rửa sạch với muối. Mổ và moi là cách mổ gà cúng thường được áp dụng vì không làm mất thẩm mỹ của con gà. Đầy tiên sẽ dùng dao sắc rạch nhẹ một đường ở diều gà, lôi toàn bộ diều và cuống họng ra, rạch tiếp một đường tầm 4 cm dưới phao câu rồi moi hết phần nội tạng gà (tránh làm vỡ mật và ruột hoặc diều). Ngoài cách mổ moi còn có thể mổ phanh là một cách mổ khá đơn giản và nhanh gọn bằng cách rạch nhẹ một đường ngang ở phần diều, tiếp đến lôi phần diều ra và cắt đứt, phần đuôi cứa theo hình chữ T, rồi thò tay vào moi ruột ra. 

### Làm ruột cá

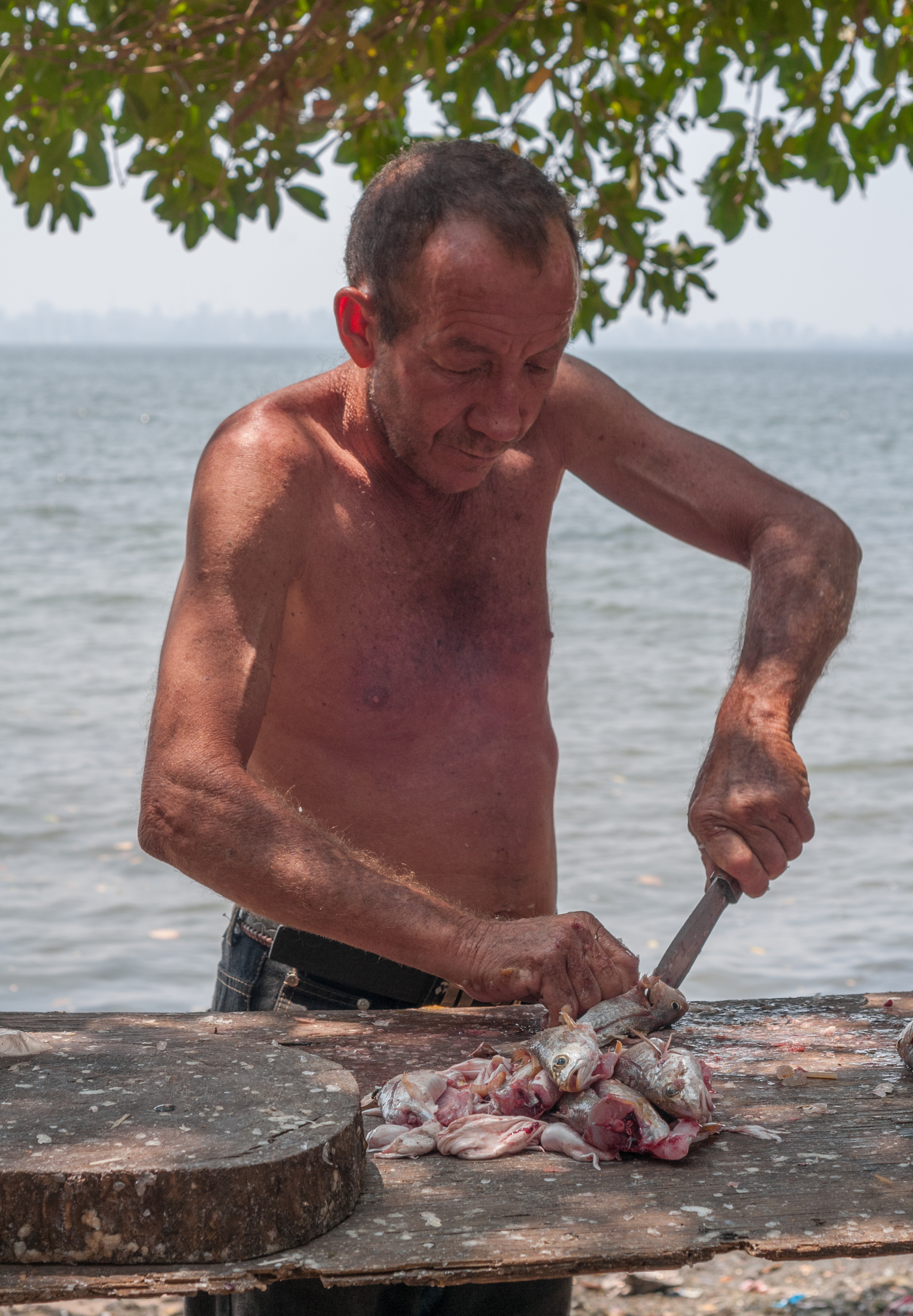
Làm ruột cá

Đối với việc làm cá, thông thường việc làm sạch ruột cá thì phải mổ bụng mới có thể lấy hết được ruột cá ra. Tuy nhiên có thể moi ruột bằng đường miệng cá với cách làm là xác định hậu môn của cá, sau đó dùng dao cắt 1 đoạn ngắn (khoảng 2 lóng tay) vào phần hậu môn, đoạn cắt này chỉ khoảng 2 cm, có thể đút vừa đầu ngón tay vào là được. Lấy chiếc đũa đầu tiên chọc từ miệng, tách mang khỏi mình cá, rồi đẩy đũa xuống bụng cá, đũa phải đi sát theo thành bụng cá để tách ruột cá ra khỏi thành bụng, cẩn thận để phần đũa đè lên trên mang cá và xuyên thẳng xuống bụng cá, đũa cần phải đi dọc sát thân cá nhằm tách sạch ruột bám trên thân.
Làm tương tự với chiếc đũa còn lại. Một tay giữ chặt con cá, tay còn lại kẹp chặt đôi đũa đồng thời xoay vài vòng để tách hẳn ruột cá ra khỏi thành bụng, quấn ruột vào trong đôi đũa, việc xoay đũa và cá ngược chiều nhau sẽ giúp đũa giữ chặt ruột cá, động tác xoay làm phần ruột cá tách ra khỏi thân. Tay vẫn giữ chặt đũa và cá rồi từ từ kéo đôi đũa ra khỏi miệng cá, sẽ thấy ruột cá theo đôi đũa ra khỏi miệng. Mang cá, miệng cá sẽ theo đó mà ra ngoài nhanh chóng. Khi thấy phần ruột cá chui ra miệng cá, có thể dùng tay kéo ruột cá ra ngoài.
Ngoài ra, người Nhật có một kỹ năng làm cá nhanh và sạch, đầu tiên quan sát con cá để biết hệ thống xương sống, sau đó, xác định vị trí cắt cá, vị trí cắt đúng là từ trên xuống ngay phần tiếp giáp giữa đầu và thân cá nhưng không cắt qua khỏi xương sống, sau đó dùng dao sắc cắt cá sao cho vừa chạm phần vây cá và xương sống, tiếp theo là lật phần bụng cá lên và lấy hậu môn cá làm chuẩn rồi xác định đường cắt khoảng 1 cm từ trên xuống, dùng dao cắt đúng 1 cm ngay trước hậu môn, bụng cá khá mềm nên khi cắt nhẹ tay để cá không bị vỡ bụng, dùng tay tách phần đầu cá mới cắt, sau đó từ từ lôi cả ruột cá ra ngoài, phần cuối ruột cá đã được cắt đứt tách rời hậu môn nên dễ dàng kéo ruột ra ngoài, có thể lôi tất cả ruột cá ra ngoài nguyên vẹn nên phần bụng cá lúc này thì đã sạch